# Cinclode d'Oustalet
Cinclodes oustaleti
Espèce
Statut de conservation UICN

 LC  : Préoccupation mineure
Le Cinclode d'Oustalet (Cinclodes oustaleti) est une espèce de passereaux de la famille des Furnariidae. Il a été décrit par Scott en 1900.

## Répartition
Le Cinclode d'Oustalet vit dans les rivières rocailleuses et dans les fossés des montagnes jusqu'à 3700 m d'altitude à travers le Chili, y compris l'archipel Juan Fernández.

## Étymologie
Son nom vient du grec kinklos = sorte d'oiseau et du suffixe -odes = excès ou ressemblance proche. La dénomination spécifique, oustaleti, commémore l'ornithologue français Émile Oustalet.